# Diasporus diastema
Diasporus diastema là một loài ếch trong họ Leptodactylidae. Chúng được tìm thấy ở Costa Rica, Honduras, Nicaragua, miền tây Ecuador, and Panama.
Các môi trường sống tự nhiên của chúng là các khu rừng ẩm ướt đất thấp nhiệt đới hoặc cận nhiệt đới, các khu rừng vùng núi ẩm nhiệt đới hoặc cận nhiệt đới, đồn điền, vườn nông thôn và các khu rừng trước đây bị suy thoái nặng nề, từ mực nước biến đến độ cao lên đến 1800 mét (5900 ft).
Màu sắc của nó trong giờ ánh sáng ban ngày, khi ẩn, là xám nâu với những đốm hoặc quán thanh, khi nó xuất hiện vào ban đêm và trở nên hoạt động, con ếch có màu hồng hoặc nâu nhạt.
Con cái trưởng thành đạt đến kích thước lên đến 1 inch (24 mm) dài, và con đực khoảng 3/4 inch (21 mm). Loài này không có giai đoạn nòng nọc.

## Hình ảnh

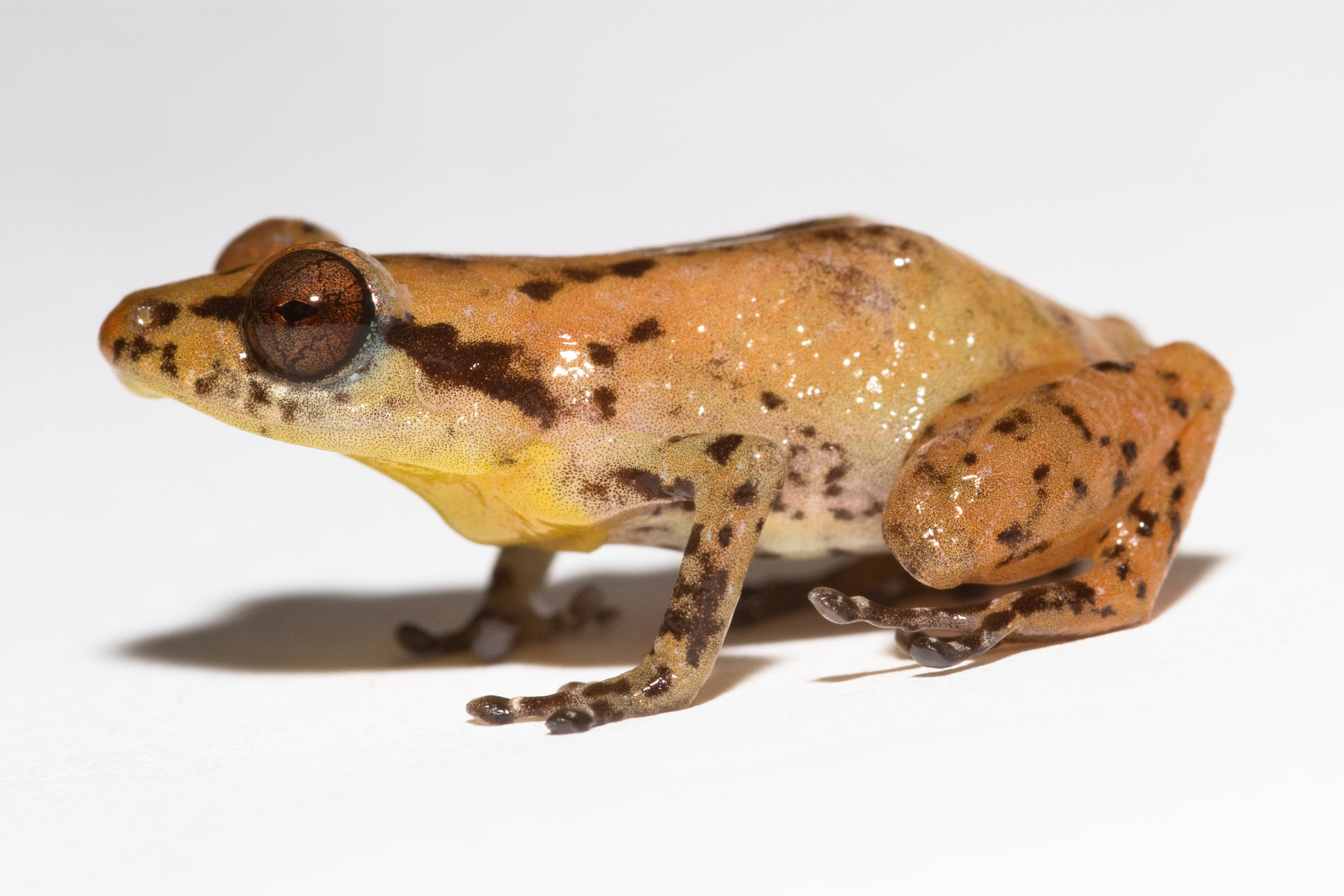
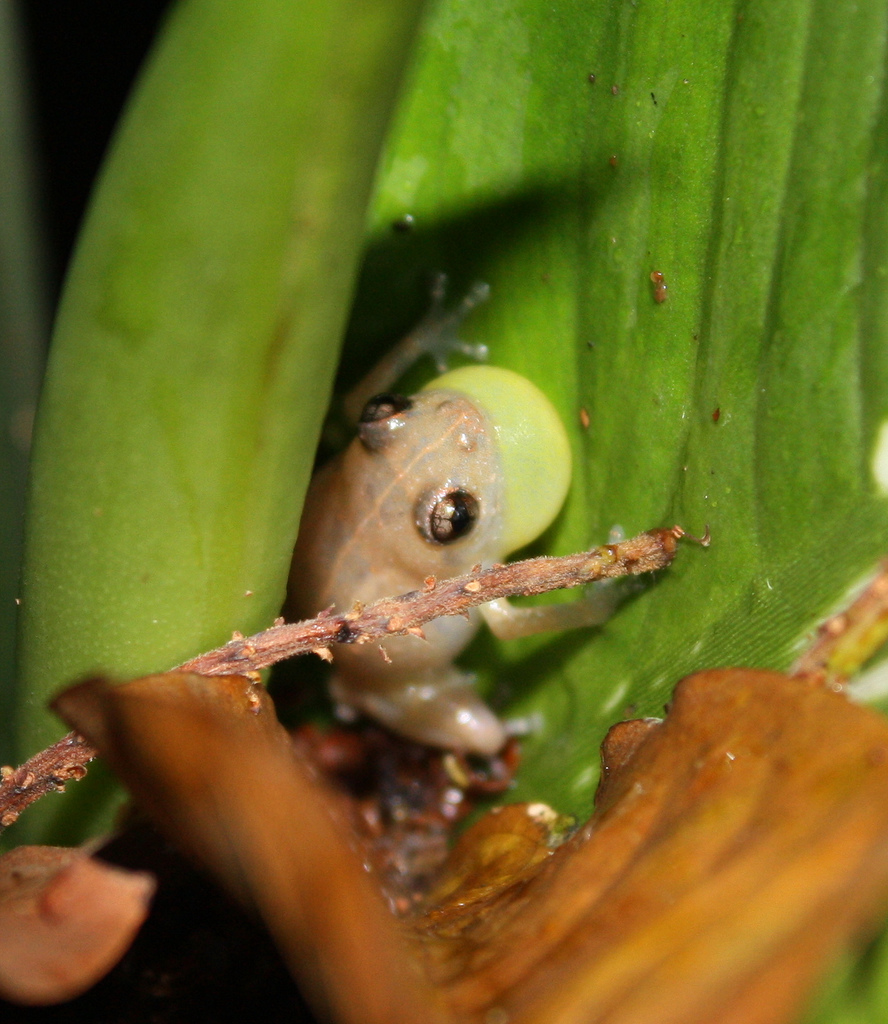
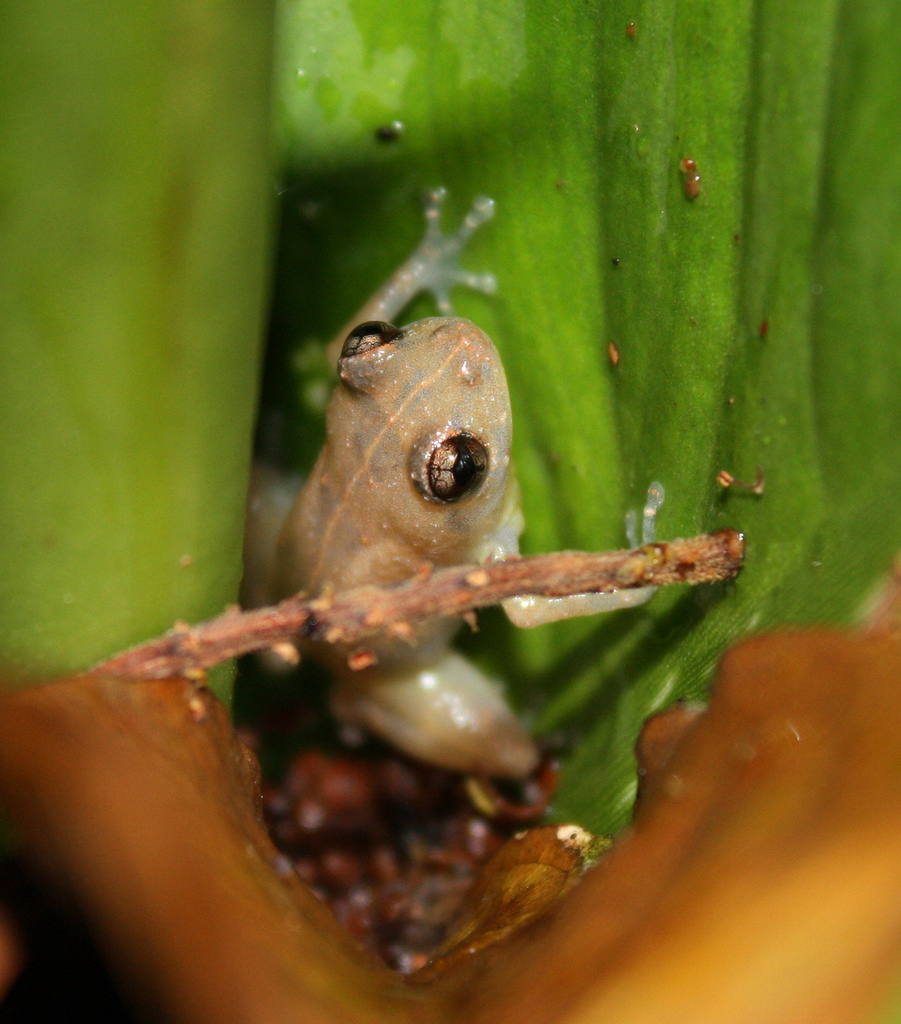
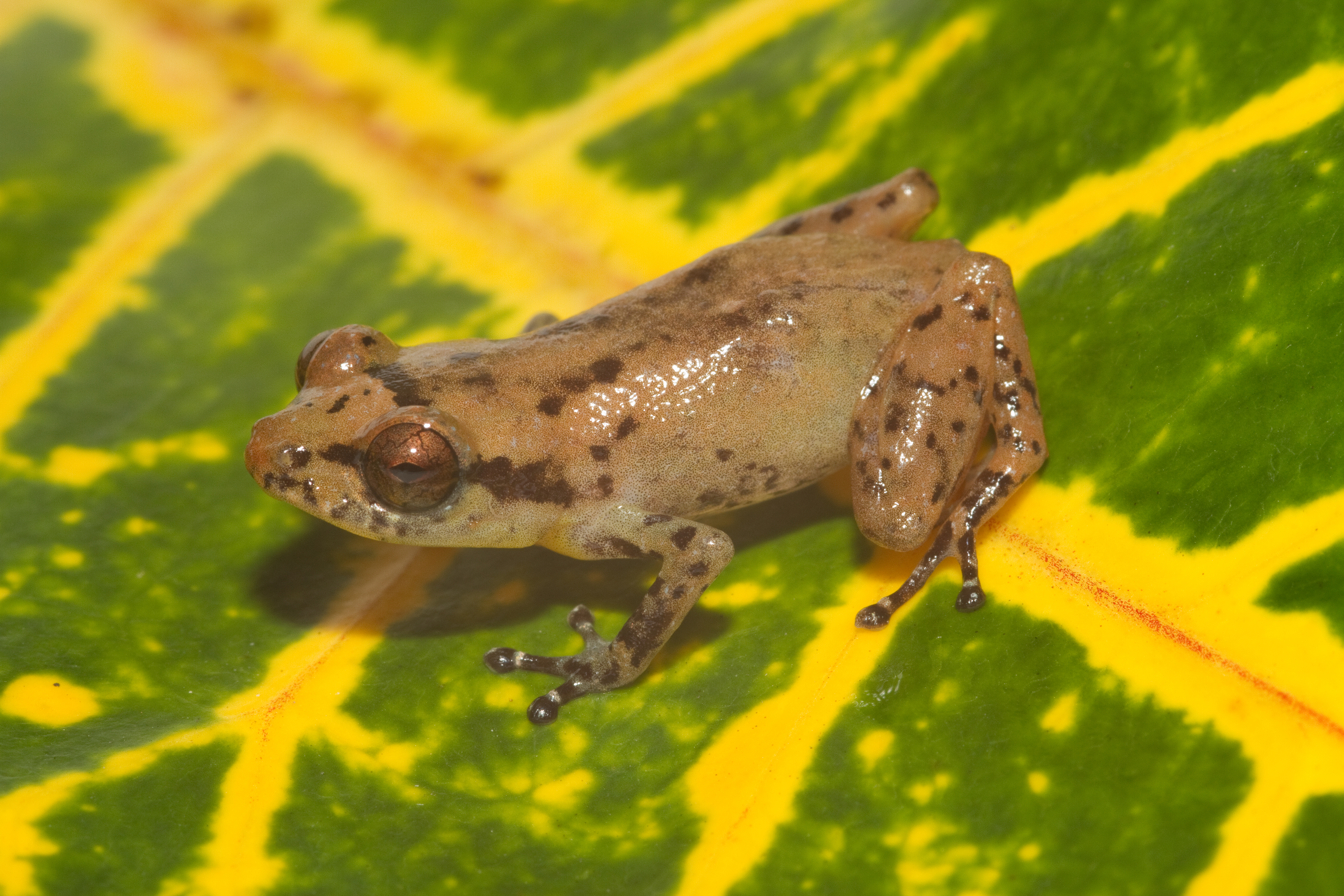